# Amie Bensouda
Amie Ndoungou Drammeh Bensouda est une avocate et une femme politique gambienne. Elle est la première femme Procureur adjointe du pays.

## Biographie

### Enfance et formations
Amie Bensouda est née le 9 juillet 1957 à Basse Santa Su. Elle fréquente l'Université Nsukka au Nigéria, où elle obtient une licence en droit.
Elle poursuit ses études à la Nigerian Law School et à la Kenya School of Law, où elle se qualifie comme avocate. Elle est admise à la fois aux barreaux du Nigérian[pas clair] et de la Gambie.

### Carrière
Amie Bensouda est la première femme à être nommée Procureur Générale adjointe. Elle entre dans la fonction publique après son admission au barreau, et après quatorze ans, elle devient la première femme gambienne à occuper le poste de Procureur général adjoint de 1990 à 1995.     
Elle occupe successivement les postes de Procureur général, de ministre de la justice par intérim, conseillère parlementaire en chef, de rédactrice juridique, de conseillère pour la privatisation des entreprises publiques et la réforme des organismes parapublics.     
Elle est également conseillère pour le programme de désinvestissement du gouvernement et de réforme des entreprises publiques.          
En 1995, elle fonde son propre cabinet d'avocat,,,spécialisé dans la défense des droits de l'homme. En 2017, elle est nommée avocate en chef de la Commission d'enquête Janneh pour enquêter sur les transactions financières du président Yahya Jammeh,,.          